# 許再添
許再添（1930年11月3日—2013年12月22日），台灣戲曲樂師、台灣歌仔戲作曲家，彰化市人。

## 生平
青少年時開始跟胞弟許再榮（林再榮）學拉胡琴，後師事彰化市許森淵（許森炎；許森焰，人叫許焰先、焰先、彰化焰先）學習戲曲音樂藝術。長期在台灣多個歌仔戲劇團、布袋戲團（掌中戲劇團）做主弦、音樂指導、樂長、文場領班。
善殼仔弦、喇叭弦、六角弦、二胡、大廣弦、中胡、高胡、低胡、板胡、京胡、京二胡、月琴、三弦、黑管、薩克斯風等多種樂器。
1960年代，他在正聲（廣播電台）天馬歌劇團任職期間，創作《巫山風雲》、《二度梅》、《王文英》、《子母錢》（又名《多情鴛鴦難分離》）、《馬隊吹》、《依依曲》、《四季春》、《深宮怨》、《宋宮秘史》、《春去秋來》、《莫怨天地》、《天倫夢斷》、《日出東山》等歌仔戲曲調；從粵劇、越劇等中國戲曲引進《廣東二黃》、《紹興調》、《湖南調》；從台語流行歌引進《可憐青春》（陳秋霖作曲）、《花嬌艷》（編導石文戶定名，原名《茉莉花》，陳水柳作曲），都成為歌仔戲常用曲調。
1980年代葉青領銜的電視歌仔戲團「神仙歌劇團」在華視創團時，他做音樂指導兼樂長、主弦。神仙歌劇團從創團第1部戲《瀟湘夜雨》到最後幾部戲《金鵰玉芙蓉》、《蝶戀花》，全部都是他擔任音樂指導和樂長、主弦、文場領班。
在神仙歌劇團做音樂指導時，創作了1系列統稱《神仙調》或《神仙曲》的新曲調，有些加上編號，其中部分曲調（神仙五調等）被其他劇團廣為使用。
1980年代，他也曾與台視楊麗花歌仔戲團和中視黃香蓮歌仔戲團合作，做音樂指導兼樂長、主弦，合作鼓師是蔡育仁和王清松。
1990年代華視葉青歌仔戲團時期（以陳聰明執導的《孔明三氣周瑜》為界，這部戲主弦改請洪堯進，文場領班和音樂指導改請簡永福，鼓師請王清松）後的葉青歌仔戲，只有陳建誠編曲的《玉樓春》請他擔任音樂指導和樂長、主弦，蕭誠一打鼓；其餘的戲都是洪堯進主弦，簡永福文場領班和音樂指導，王清松武場領班。
1989年起，他出任李天祿亦宛然掌中劇團的音樂指導和領奏琴師，侯孝賢電影《戲夢人生》裡的布袋戲音樂就是許再添做主弦（詳見《戲夢人生》電影原聲帶說明書），並隨團到美國、法國、英國、加拿大、日本、中國、比利時、葡萄牙等國巡迴公演。
他與台灣布袋戲團亦宛然掌中劇團的合作在李天祿辭世後終止。
1990年，他擔任明聲歌仔戲團創團大戲《琴劍恨》（團長、製作人、音樂指導王振義，文場領班許再添、簡永福，武場領班王清松，武術指導陳昇琳，導演石文戶）在台北國立國父紀念館世界首演的主弦（詳見公演節目表）。
1990年代起，他展開與明華園劇團的合作，出任音樂指導兼樂長、主弦，《劉全進瓜》、《濟公活佛》、《界牌關傳說》、《李靖斬龍》等重大公演戲碼的音樂指導和樂長、主弦都是他，鼓師是王清松（詳見影音產品樂隊名錄），並隨團到法國（巴黎）、中國（首都北京）與日本（東京）等國巡迴公演（現在明華園劇團重大公演的主弦是陳孟亮或陳志昇，有些重大公演的鼓師還是王清松）。
他曾給台灣省立交響樂團（現國立台灣交響樂團）、宜蘭縣立文化中心（現宜蘭縣政府文化局）灌錄歌仔戲音樂專輯，擔任主弦和文場領班。
台灣省立交響樂團出版的《歌仔戲音樂》專輯以2張黑膠唱片搭配張炫文整理的曲譜書，宜蘭縣的《歌仔戲曲調之美》專輯係1988年錄製，1991年由宜蘭縣立文化中心出錄音帶版，2002年出CD版，2004年以徐麗紗整理的曲譜書搭配5片CD。
台灣省立交響樂團出版的唱片由他和陳冠華（陳水柳）擔任樂隊領導，他和陳冠華（陳水柳）領導的樂隊在宜蘭縣的專輯中伴奏廖瓊枝和陳冠華的演唱，他做主弦，陳冠華演奏嗩吶、管、月琴、三弦，鼓師由陳冠華的學生林水泉擔任，蕭誠一演奏鑼和鐃鈸，李大保（人稱「財寶仔」）演奏揚琴，洪堯進演奏大廣弦和低胡，洪連招演奏管、簫、笛。
台灣歌仔戲青年琴師柯銘峰、劉文亮等人都曾從他問藝。
他創作的《巫山風雲》這首曲調不僅台灣常唱，中國閩南歌仔戲（薌劇）也常用，改名為《遙望》，還被收入人民音樂出版社（北京）出的《薌劇傳統曲調選》，他也曾應邀到中國閩南參訪。
他的作品《四季春》被作曲家關迺忠用作素材，創作了《四季清風詠府城》（府城指台灣台南市）。

## 外部連結
- 台灣國立傳統藝術中心許再添資料網頁
- 台灣國家文化資料庫許再添資料網頁[永久]